# ریچارد دنیس
ریچارد اف. دنیس (انگلیسی: Richard Dennis؛ زادهٔ ۹ ژانویهٔ ۱۹۴۹) معامله‌گر روزانه اهل ایالات متحده آمریکا است. که به او شاهزاده سکو می‌گفتند.در اوایل دهه ۱۹۷۰، او ۱۶۰۰ دلار وام گرفت و طبق گزارش ها در حدود ۶ سال ۳۵۰ میلیون دلار درآمد کسب کرد. هنگامی که یک صندوق معاملات آتی تحت مدیریت او متحمل خسارات قابل توجهی در سقوط بازار سهام در سال ۱۹۸۷ شد، وی برای چندین سال دست از معامله گری کشید. وی در جنبش‌های سیاسی دموکراتیک و حزب لیبرترین، به ویژه در کارزارهای مبارزه با منع مصرف مواد فعال بوده‌است.